# Carolina Liar
Carolina Liar — американская альтернативная рок-группа. Солист группы, Чед Вулф родом из Чарлстона, Южная Каролина, а остальные участники — из Швеции.

## Состав
Действующий состав:
- Чед Вулф (англ. Chad Wolf) — вокал, гитара
- Рикард Йоранссон (швед. Rickard Göransson) — гитара
- Юхан Карлссон (швед. Johan Carlsson) — синтезатор
- Петер Карлссон (швед. Peter Carlsson) — ударные

Бывшие участники:
- Джим Алмгрен Гандара (швед. Jim Almgren Gandara) — гитара
- Макс Гран (швед. Max Grahn) — ударные
- Эрик Хёгер (швед. Erik Hääger) — бас
- Рэнди Лэйн (англ. Randy Lane) — ударные (смена)

## Дискография

### Coming To Terms(2008)
- Лейбл: Atlantic Records
- 19 место в списке Top Heatseekers

#### Список композиций
1. I’m Not Over
2. Coming To Terms
3. Last Night
4. Show Me What Im Looking For
5. Simple Life
6. All That Shit Is Gone
7. California Bound
8. Done Stealin
9. Something To Die For
10. Beautiful World
11. Better Alone
12. When You Are Near

### Wild Blessed Freedom(2011)
1. Miss America
2. No More Secrets
3. Drown
4. Me And You
5. Beautiful People
6. King Of Broken Hearts
7. I Don't Think So
8. Daddy's Little Girl
9. Feel Better Now
10. Never Let You Down
11. Salvation
12. All That Comes Out Of My Mouth

### Синглы
- «I’m Not Over» (2008) #119 US, #3 US Mod, #28 AUS.
- «Beautiful People» feat. Cher Lloyd